# جوشوا غوردون
جوشوا غوردون (بالإنجليزية: Joshua Gordon)‏ هو عازف تشيلو أمريكي، ولد في 1964، وتخرج من مدرسة جوليارد.

## وصلات خارجية
- جوشوا غوردون على موقع ميوزك برينز (الإنجليزية)
- جوشوا غوردون على موقع أول ميوزيك (الإنجليزية)